# Плохой гений
«Плохой гений» (тайск. ฉลาดเกมส์โกง) — кинофильм режиссёра Наттавута Пунпирии, вышедший на экраны в 2017 году.
В 2024 году вышел голливудский ремейк этого фильма под названием «Как взломать экзамен».

## Сюжет
Отличница Линн, дочь небогатого учителя, переходит в престижную школу, где заводит дружбу с Грейс, происходящей из богатой семьи. Линн позволяет Грейс, испытывающей проблемы с успеваемостью, списать ответы теста. Вскоре с ней связывается парень Грейс Пат — ещё один представитель «золотой молодёжи» — и предлагает поставить списывание на поток и зарабатывать на этом деньги. Линн сначала отказывается, но затем соглашается, чтобы помочь своей семье, и разрабатывает целую систему сигнализации для передачи ответов своим клиентам. Поначалу всё идёт гладко, однако вскоре другой отличник Банк начинает подозревать, что в классе творится что-то неладное…

## В ролях
- Чутимон Чуенгчароэнсукинг — Линн
- Чанон Сантинаторнкул — Банк
- Тирадон Супапунпиньё — Пат
- Эйсая Хосуван — Грейс
- Танет Варакулнукрох — отец Линн
- Саринрат Томас — директриса
- Эго Микитас — инспектор теста STIC

## Награды и номинации
- 2017 — четыре приза кинофестиваля Fantasia: приз Séquences Award за лучший фильм, приз Cheval Noir за лучшую режиссуру, призы зрительских симпатий за лучший азиатский фильм и за самый инновационный фильм (все — Наттавут Пунпирия).
- 2018 — две премии Азиатско-тихоокеанского кинофестиваля за лучший актёрский дебют (Чутимон Чуенгчароэнсукинг) и за лучший монтаж (Чонласит Упанигкит), а также 5 номинаций: лучший фильм, лучший режиссёр (Наттавут Пунпирия), лучший сценарий (Танида Хантавиватана, Васудхорн Пияромна, Наттавут Пунпирийя, Тимоти Тео), лучший актёр (Чанон Сантинаторнкул), лучшая актриса (Чутимон Чуенгчароэнсукинг).
- 2018 — Азиатская кинопремия за лучший актёрский дебют (Чутимон Чуенгчароэнсукинг), а также номинация за лучший сценарий (Танида Хантавиватана, Васудхорн Пияромна, Наттавут Пунпирийя).
- 2018 — шесть премий Национальной ассоциации кино: лучший фильм, лучший режиссёр (Наттавут Пунпирия), лучший актёр (Чанон Сантинаторнкул), лучшая актриса (Чутимон Чуенгчароэнсукинг), лучший актёр второго плана (Танет Варакулнукрох), лучший монтаж (Чонласит Упанигкит). Кроме того, лента получила три номинации: лучший актёр второго плана (Тирадон Супапунпиньё), лучшая актриса второго плана (Эйсая Хосуван), лучший грим (Арпорн Мибангьянг, Савитри Сукхумват).